# Ctenochares madagascariensis
Ctenochares madagascariensis är en stekelart som först beskrevs av Heinrich 1938.  Ctenochares madagascariensis ingår i släktet Ctenochares och familjen brokparasitsteklar. Inga underarter finns listade i Catalogue of Life.